# 里奇韦 (南卡罗来纳州)
里奇韦（英文：Ridgeway），是美国南卡罗来纳州下属的一座城市。城市类型是“Town”。其面积大约为0.49平方英里（1.26平方公里）。根据2010年美国人口普查，该市有人口319人，人口密度约为每平方 英里657.73人（约合每平方公里253.96人）。